# Velone-Orneto
Velone-Orneto (korziško Tagliu è Isulacciu) je naselje in občina v francoskem departmaju Haute-Corse regije - otoka Korzika. Leta 1999 je naselje imelo 113 prebivalcev.

## Geografija
Kraj leži v severovzhodnem delu otoka Korzike 40 km južno od Bastie.

## Uprava
Občina Velone-Orneto, skupaj s sosednjimi občinami Casabianca, Casalta, Croce, Ficaja, Giocatojo, Pero-Casevecchie, Piano, Poggio-Marinaccio, Poggio-Mezzana, Polveroso, La Porta, Pruno, Quercitello, San-Damiano, San-Gavino-d'Ampugnani, Scata, Silvareccio, Taglio-Isolaccio in Talasani, sestavlja kanton Fiumalto-d'Ampugnani s sedežem v La Porti. Kanton je sestavni del okrožja Corte.